# John Dillinger
John Herbert Dillinger (1903. június 22. – 1934. július 22.) amerikai gengszter a nagy gazdasági világválság idején. A "Dillinger-banda" néven ismert csoportot vezette, amelyet 24 bank és négy rendőrőrs kirablásával vádoltak. Dillinger többször volt börtönben, de kétszer megszökött. Megvádolták egy kelet-chicagói (Indiana állam) rendőr meggyilkolásával, aki egy lövöldözés során golyóálló mellénybe lőtt Dillingerre; ez volt az egyetlen alkalom, amikor Dillingert emberöléssel vádolták. Végül nem ítélték el.
Dillinger szerette a nyilvánosságot. A média eltúlzott beszámolókat közölt bátorságáról és színes személyiségéről, és Robin Hoodként állította be. Válaszul John Edgar Hoover, a Nyomozó Iroda (BOI) akkori igazgatója Dillingert és bandáját használta fel arra, hogy a BOI-t a Szövetségi Nyomozóirodává fejlessze, és a szervezett bűnözés elleni fegyverként kifinomultabb nyomozati technikákat dolgozzon ki.
Miután négy államban majdnem egy éven át menekült a rendőrség elől, Dillinger megsebesült, és apja házába ment gyógyulni. 1934 júliusában visszatért Chicagóba, és Ana Cumpănaș bordélyházában keresett menedéket. A nő tájékoztatta a hatóságokat a férfi hollétéről. 1934. július 22-én a helyi és szövetségi bűnüldöző szervek behatoltak a Biograph Filmszínházba. Amikor a BOI ügynökei a moziból kilépve letartóztatták Dillingert, az menekülés közben fegyvert rántott, de időben megölték; ezt később jogos emberölésnek minősítették.

## Börtönbüntetés
Az 1924 és 1933 között az indiana-i javítóintézetben és az indiana-i állami börtönben raboskodó Dillinger bűnözői életmódba kezdett bonyolódni. A börtönbe való bekerülésekor idézték, ahogyan elmondta: „Én leszek a leggonoszabb szemétláda, akit valaha is láttál, ha kijutok innen.” A börtönben végzett orvosi vizsgálata kimutatta, hogy gonorrheája van, és a betegség kezelése, úgy tűnik, rendkívül fájdalmas volt. Hosszú börtönbüntetése miatt elkeseredett a társadalom felett, és más bűnözőkkel barátkozott, köztük a tapasztalt bankrablókkal, Harry "Pete" Pierpont, Charles Makley, Russell Clark és Homer Van Meterrel, akik megtanították Dillingert, hogyan lehet sikeres bűnözőnek lenni. A férfiak rablásokat terveztek, amelyeket nem sokkal szabadulásuk után követtek el. Dillinger tanulmányozta Herman Lamm aprólékos bankrablási rendszerét is, és bűnözői karrierje során szélesebb körben alkalmazta azt.
Dillinger apja kampányt indított a szabadon bocsátásáért, és 188 aláírást tudott összegyűjteni egy petícióhoz. 1933. május 10-én, kilenc és fél év letöltése után Dillinger feltételesen szabadlábra került. Közvetlenül a börtönből való szabadulása előtt a mostohaanyja megbetegedett, és meghalt, mielőtt a férfi megérkezett volna az otthonába. A nagy gazdasági világválság csúcspontján szabadult, Dillingernek kevés kilátása volt arra, hogy jövedelmező munkát találjon. Haladéktalanul visszatért a bűnözéshez.
1933. június 21-én rabolta ki első bankját, 10 000 dollárt vitt el a New Carlisle National Bankból, amely a Main Street és a Jefferson (State út 235 és 571) délkeleti sarkán lévő épületben volt az ohiói New Carlisle-ban. Augusztus 14-én Dillinger kirabolt egy bankot az ohiói Blufftonban. A rendőrség az ohiói Daytonból követte, majd elfogták, és később átszállították a limai Allen megyei börtönbe, hogy a blufftoni rablással kapcsolatos vádat emeljenek ellene. Miután átkutatták, mielőtt bement volna a börtönbe, a rendőrség talált egy dokumentumot, amely egy szökési tervnek tűnt. Azt követelték Dillingertől, hogy mondja el, mit jelent a dokumentum, de ő nem volt hajlandó. 
Korábban, még a börtönben, Dillinger segített kidolgozni egy tervet, hogy lehetővé tegye Pete Pierpont, Russell Clark és hat másik börtönben megismert személy szökését, akik többsége a börtön mosodájában dolgozott. Dillinger barátaival fegyvereket csempészett a celláikba, amelyekkel négy nappal Dillinger elfogása után megszöktek. Az "Első Dillinger Banda" néven megalakult csoport Pierpontból, Clarkból, Charles Makley-ból, Ed Shouse-ból, Harry Copelandből és John "Red" Hamiltonból állt, aki a Herman Lamm banda tagjai voltak. Pierpont, Clark és Makley 1933. október 12-én érkezett Limába, ahol Indiana állami rendőrségének adták ki magukat, azt állítva, hogy Dillingert jöttek átadni Indianának. Amikor a seriff, Jess Sarber elkérte az igazolványukat, Pierpont lelőtte Sarbert, majd kiszabadította Dillingert a cellájából. A négy férfi visszaszökött Indianába, ahol csatlakoztak a banda többi tagjához.

### Ítélet
Dillingert rablási szándékkal elkövetett testi sértésért és rablásra irányuló összeesküvésért ítélték el. Az apjának O'Harrow-val folytatott megbeszélése eredményeként enyhébb próbaidőre felfüggesztett büntetésre számított, ehelyett azonban 10-20 év börtönbüntetésre ítélték a bűneiért. Az apja újságíróknak azt mondta, hogy megbánta a tanácsát, és megdöbbent az ítélet miatt. Könyörgött a bírónak, hogy rövidítse le a büntetést, de nem járt sikerrel. Útban Mooresville felé, hogy Singleton ellen tanúskodjon, Dillinger rövid időre megszökött fogvatartóitól, de néhány percen belül elfogták. Singleton megváltoztatta a helyszínt, és 2-től 14 évig terjedő börtönbüntetésre ítélték. 1937. szeptember 2-án halt meg halálos lőtt sebekbe.

## Bankrablások
Dillinger közismerten részt vett a Dillinger bandával 12 különböző bankrablásban 1933. június 21. és 1934. június 30. között.

## Evelyn Frechette
Evelyn "Billie" Frechette 1933 októberében ismerkedett meg John Dillingerrel, és november 20-án jöttek össze. Dillinger halála után Billie pénzt kapott a történetéért, és 1934 augusztusában emlékiratot írt a Chicago Herald and Examiner számára.

## Temetés
Dillinger holttestét a Cook megyei hullaházban lehetett megnézni. Becslések szerint másfél nap alatt 15 000 ember tekintette meg a holttestet. Nem kevesebb, mint négy halotti maszkot is készítettek.
Dillinger az indianapolisi Crown Hill temetőben van eltemetve. Dillinger sírkövét többször kicserélték, mert az emberek vandalizmus miatt lekapkodták darabjait szuvenírként. Hilton Crouch (1903-1976), Dillinger társa néhány korai rablásban, csak néhány méterre nyugatra van eltemetve.
2019 októberében Indiana állam tisztviselői jóváhagyták a Dillinger sírjában eltemetett maradványok exhumálásának tervét, Dillinger rokonainak kérésére, akik úgy vélik, hogy a Biograph moziban lelőtt férfi valójában nem Dillinger volt. Az FBI ezt az állítást "összeesküvés-elméletként" visszautasította. Az exhumálást 2019. december 31-ére tervezték. 2020. januári információk szerint Dillinger holttestét nem exhumálhatták ki. Unokaöccse és unokahúga lemondtak ezekről a tervekről, és a History Channel is visszamondta az ötletet.